# 阿美娜·艾塔威爾
阿美娜·賓特·艾丹·賓·納耶夫·艾塔威爾·艾奧埃比王妃（阿拉伯语：‎，通常被西方媒體稱為：阿美娜·艾塔威爾王妃；1983年11月6日—）是沙特阿拉伯王妃、慈善家及時尚人物。阿美娜王妃是沙特阿拉伯王子瓦利德·本·塔拉勒的第三任妻子，不同於大部部沙特女性皇室成員，她經常單獨或陪同丈夫出訪及出席不同公開活動；但她在雜誌訪問上承認兩人已在2013年離婚。阿美娜自小在單親家庭長大，由母親及外祖父母撫養。在她18歲時，她為學校功課訪問了瓦利德·本·塔拉勒王子，原本只有10分鐘的訪問延長至2小時，9個月後她便嫁給王子。王妃在推特上十分受歡迎。